# Väte-elektrod
Väte-elektroden är en elektrod som används som standardreferens för elektrodpotential. Den består av en metalltråd, som på galvanisk väg överdragits med ren platina, och är nedsänkt i ett kärl med en vätska som hos standardelektroden har vätejonaktiviteten = 1, det vill säga pH = 0. Tråden är omspolad av vätgas (hydrogen) som hos standardelektroden har trycket 100 kPa (=1 bar). Tidigare än år 1982 var standardtrycket 1 atm atmosfär (=101325 Pa). Vid denna elektrod sker halvreaktionen
H+(aq) + e−(aq) {\displaystyle \rightarrow } ½H2(g)
där jämviktskonstanten blir 
{\displaystyle K={\dfrac {\{\mathrm {H} ^{+}\}\{\mathrm {e} ^{-}\}}{P_{\mathrm {H} _{\underset {2}{}}}}}=1}
där 
{H+} = vätejonsaktiviteten
{e−} = elektronaktiviteten
PH2 = partialtrycket av vätgas (i bar eller atm)
I logaritmisk form blir K
log K = log {H+} + log {e−} −log PH2 = 0
Då pH = −log {H+} och pE = −log {e−} kan uttrycket också skrivas
−pH − pE − log PH2 = 0
Det vill säga
pE + pH + log PH2 = 0
pE = −pH − log PH2
När väte-elektroden används som standardreferens vid elektrodpotential är pE = 0.